# Ro-33
Ro-33 — підводний човен Імперського флоту Японії, який взяв участь у Другій світовій війні.

## Передвоєнна історія
Корабель, який спорудили на верфі ВМФ у Куре, став першим представником типу Kaichū VI (також відомий як клас Ro-33). Від попереднього новий тип відрізнявся передусім більш потужними дизелями, що забезпечило значне зростання надводної швидкості — на 6 вузлів. Також суттєво збільшились дальність плавання (більш ніж на третину, причому з економічною швидкістю більшою на 2 вузли) і максимальна глибина занурення (з 46 аж до 75 метрів). Кількість торпедних апаратів залишилась такою ж, а от гарматне та зенітне озброєння змінились — 76-мм гармата замість 120-мм та 13,2-мм кулемет замість 6,5-мм.
Станом на грудень 1941 року Ro-33 належав до 21-ї дивізії підводних човнів.

## Бойова служба
18 грудня 1941-го Ro-33 вирушив з Сасебо (західне узбережжя острова Кюсю) до в'єтнамської бухти Камрань, звідки вийшов у свій перший бойовий похід до Сінгапуру. Тут він не досягнув якихось успіхів та 7 січня 1942-го повернувся в Камрань. Так само безрезультатно завершився другий похід з 13 по 30 січня, в якому човен діяв між островами Анамбас і західною Явою.
8 лютого 1942-го Ro-33 знову вирушив до західної Яви. Втім, уже 20 лютого човен пройшов через протоку Ломбок (на схід від Яви, між островами Балі та Ломбок) до Індійського океану. 1 березня Ro-33 невдало атакував якийсь есмінець у районі на південний схід від острова Різдва, а 8 березня завершив похід у бухті Старінг-Бей (південно-східний півострів острова Целебес).
Невдовзі Ro-33 вирішили перевести для дій в Океанії і 22 березня — 3 квітня 1942-го човен пройшов на атол Трук у центральній частині Каролінських островів (тут ще до війни створили головну базу японського ВМФ у Океанії), а 15—18 квітня перейшов до Рабаула на східному завершенні острова Нова Британія (японці заволоділи цим пунктом ще в січні та перетворили його на головну передову базу для просування на Соломонові острови та схід Нової Гвінеї).
20–23 квітня 1942-го Ro-33 виходив із Рабаула з завданням провести рекогносцирування в межах підготовки операції з заволодіння Порт-Морсбі (південне узбережжя новогвінейського півострова Папуа). 1 травня човен рушив у повноцінний бойовий похід та 5 травня прибув в район Порт-Морсбі. Втім, після битви між авіаносними з'єднаннями, що відбулась 8 травня в Кораловому морі, японське командування скасувало операцію. 10 травня Ro-33 полишив зону патрулювання і попрямував до Рабаула, звідки потім перейшов на Трук.
23–30 травня 1942-го човен пройшов до Сасебо на ремонт, а 9–27 липня здійснив перехід до Рабаула із зупинкою на Труці. 29 липня Ro-33 вийшов у другий похід до Порт-Морсбі. 6 серпня за три сотні кілометрів на захід від Порт-Морсбі човен перестрів невелике австралійське моторне судно Mamutu, яке виконувало місцевий рейс. Човен сплив та потопив Mamutu артилерією, після чого розстріляв людей, що опинились у воді, з кулемета, загинуло 124 пасажири та члени екіпажу. Наступної доби союзники здійснили висадку на сході Соломонових островів, що започаткувало шестимісячну битву за Гуадалканал. Як наслідок, Ro-33 дістав наказ прямувати до Гуадалканалу і 11 серпня прибув до острова. 12 серпня човен контактував з японськими спостерігачами на мисі Кейп-Хантер (південне узбережжя Гуадалканалу), а наступної доби передав продовольство патрулю на мисі Есперанс (північно-західне завершення острова). 15 серпня Ro-33 рекогносцирував ворожі позиції на острові Саво (північніше Гуадалканалу), а 16 серпня завершив похід у Рабаулі.
22 серпня 1942-го човен вирушив у черговий похід до Нової Гвінеї. 29 серпня західніше від Порт-Морсбі Ro-33 поцілив торпедою судно Malaita, яке прямувало під охороною австралійського есмінця «Арунта». Malaita не затонуло та було приведене на буксирі до Порт-Морсбі, а потім у Сідней (через важкі пошкодження ремонт відклали до 1945 року, після чого судно плавало ще чверть століття). «Арунта» розпочав протичовновий пошук, встановив сонарний контакт та провів чотири атаки глибинними бомбами, що й призвело до загибелі Ro-33 разом з усіма 70 членами екіпажу.

## Бойовий рахунок
| Дата       | Назва  | Тип           | Тоннаж | Місце           |
| 06.08.1942 | Mamutu | моторне судно | 300    | 9°11'S 144°12'E |